# Scoutisme à Nauru

Logo brodé des scouts de Nauru.

Le scoutisme à Nauru n'est pas organisé en une association nationale mais est néanmoins membre de l'Organisation mondiale du mouvement scout comme c'est le cas dans 34 autres pays. 

## Histoire
En 1935, le mouvement compte déjà 200 membres parmi la jeunesse nauruane, ce qui en fait un vrai mouvement de masse dans la mesure où il n'y a que 1600 Nauruans sur l'île à l'époque. En 1936, à l'initiative de Rupert Garsia, le gouverneur de l'île, et avec l'aide d'Alfred Gaze, directeur de la British Phosphate Commission, un groupe de Nauruans est envoyé en Australie afin de participer à un jamboree. Là, ils sont rapidement pris sous l'aile de Harold Hurst, chef du groupe de scouts de Geelong dans l'État de Victoria. À la suite de cette rencontre, des liens durables sont tissés, une cinquantaine de jeunes nauruans sont accueillis à Geelong par Hurst qui se propose de leur enseigner les valeurs du scoutisme. L'un d'entre eux est Hammer DeRoburt, qui est un temps chef du groupe scout de l'île. Ces séjours finissent par être vus d'un mauvais œil par les autorités coloniales nauruanes, inquiètes de l'effet des idées émancipatrices qui sont diffusées auprès des jeunes scouts nauruans. Et effectivement, après la Seconde Guerre mondiale, ceux que l'on appelle les Geelong Boys constituent une force de changement à Nauru. Le processus de décolonisation de Nauru parachevé par l'indépendance en 1968 et l'élection à la présidence de Hammer DeRoburt leur sont en grande partie dus.